# That Girl from Paris
That Girl from Paris (Brasil: A Parisiense / Portugal: Essa Pequena de Paris) é um filme estadunidense de 1937, do gênero comédia musical, dirigido por Leigh Jason e estrelado por Lily Pons e Jack Oakie. Este foi o maior sucesso da curta carreira cinematográfica da soprano Lily Pons, tendo recolhido $1,163,000 nas bilheterias.
Além da valsa Danúbio Azul, de Johann Strauss II, da ária Una Voce Poco Fa, d'O Barbeiro de Sevilha, de Rossini, e do coro nupcial de Lohengrin, de Wagner, as canções incluem Love and Learn, The Call to Arms e Seal It with a Kiss, todas de Arthur Schwartz e Edward Heyman.
A Academia de Artes e Ciências Cinematográficas concedeu ao filme uma indicação ao Oscar, na categoria Melhor Mixagem de Som.
That Girl from Paris é um remake de Street Girl, de 1929. Em 1942, a história seria filmada novamente com o título de Four Jacks and a Jill.

## Sinopse
Para fugir de um casamento de conveniência, a cantora lírica parisiense Nikki Martin embarca em um transatlântico. Lá ela se junta a uma banda de swing e se apaixona pelo seu líder, Windy, a quem segue até os Estados Unidos. Enquanto é envolvido pelos problemas de Nikki, Windy também vai se apaixonando por ela.

## Premiações
| Prêmio | Categoria             | Situação |
| ------ | --------------------- | -------- |
| Oscar  | Melhor Mixagem de Som | Indicado |

## Elenco
| Ator/Atriz   | Personagem      |
| ------------ | --------------- |
| Lily Pons    | Nikki Martin    |
| Jack Oakie   | Whammo Lonsdale |
| Gene Raymond | Windy McLean    |
| Herman Bing  | Hammy Hammacher |
| Mischa Auer  | Butch           |
| Lucille Ball | Clair Williams  |
| Frank Jenks  | Frank           |